# 張萱 (弘治進士)
張萱（1459年—1527年），字德暉，號颐拙，直隸松江府上海縣人，民籍，明朝政治人物。

## 生平
弘治十一年（1498年）戊午科應天鄉試第一百十名舉人。弘治十五年（1502年）中式壬戌科會試第一百九十三名，三甲第七十九名進士。初授鄱阳知县，三年秩满，调浙江嵊县，正德五年（1510年）改政和县，七年升茶陵州知州，以母忧去职。十二年（1517年）起补潞州，擢湖广佥事，兼署长沙、宝庆二府，嘉靖元年（1522年）升本省参议，督理粮储。以忤巡抚意，引疾致仕。既归，怡情泉壑，谢迹城府，構一亭曰“颐拙”，日课二子諸孫其中。居五年以疾卒，時嘉靖丁亥三月，得年六十有九。

## 家族
曾祖張志恒；祖父張述；父張僖，母潘氏。慈侍下。兄张地（府同知）。